# 예성타오

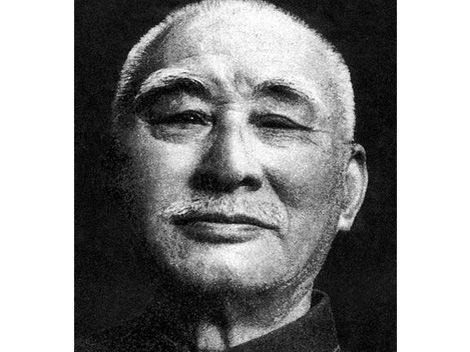

예성타오(葉聖陶, 본명: 예사오쥔, 葉紹鈞, 1894년 10월 28일 ~ 1988년 2월 16일)는 중국 현대의 소설가이다. 자는 성도(聖陶)이다.
중학교를 나와 교원이 되어 구식 소설에 손을 대었으나 본격적인 출발은 문학연구회 발족 전후이다. 신구 양세력의 갈등 속에서 고투하는 평범하고 성실한 시골 교사를 그린 <예환지(倪煥之)>(1928), <격막(隔膜)>(1922) 이하의 단편집은 음울한 지방생활을 무대로 개화기의 문제의식을 호소하여 신문학 초기의 착실한 작품을 대표한다. 또한 <허수아비>(1923)는 중국 최초의 동화집이다. 이후는 교육·출판 관계의 일이 주가되었다.